# Autobianchi A112

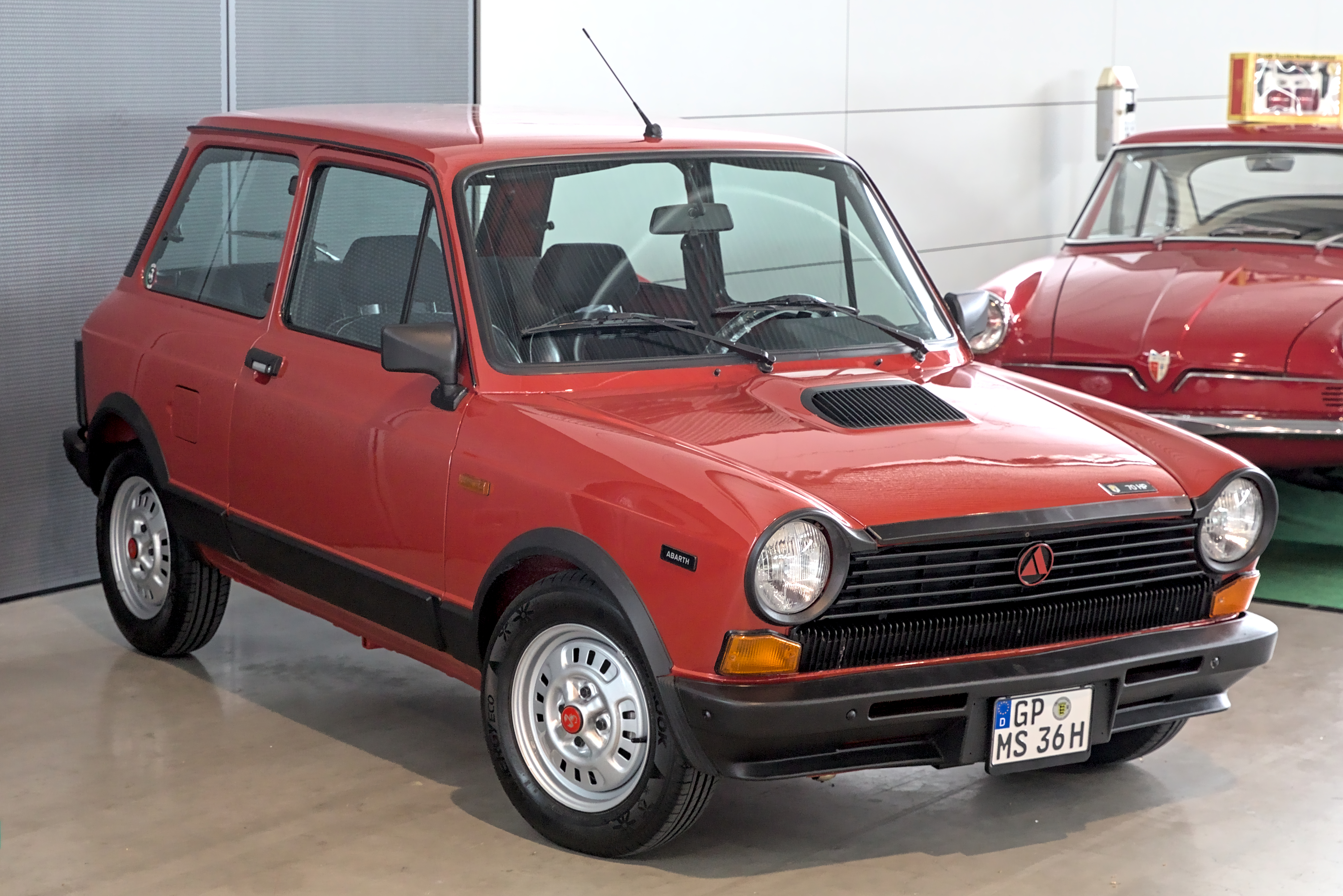
Autobianchi A112 Abarth

Autobianchi A112 — суперміні, що випускався італійською компанією Autobianchi (дочірній підрозділ Fiat) з 1969 по 1986 рік. Заснований на вузлах Fiat 127, він замінив собою моделі Bianchina та Primula. Надалі A112 був замінений на модель Y10 (відомішу під маркою Lancia Y10). Усього випущено понад 1,2 млн машин на заводі в Мілані.

## Двигуни
- 903 см3 OHV I4
- 965 см3 OHV I4
- 982 см3 OHV I4
- 1050 см3 OHV I4